# Ghawanima-Minarett

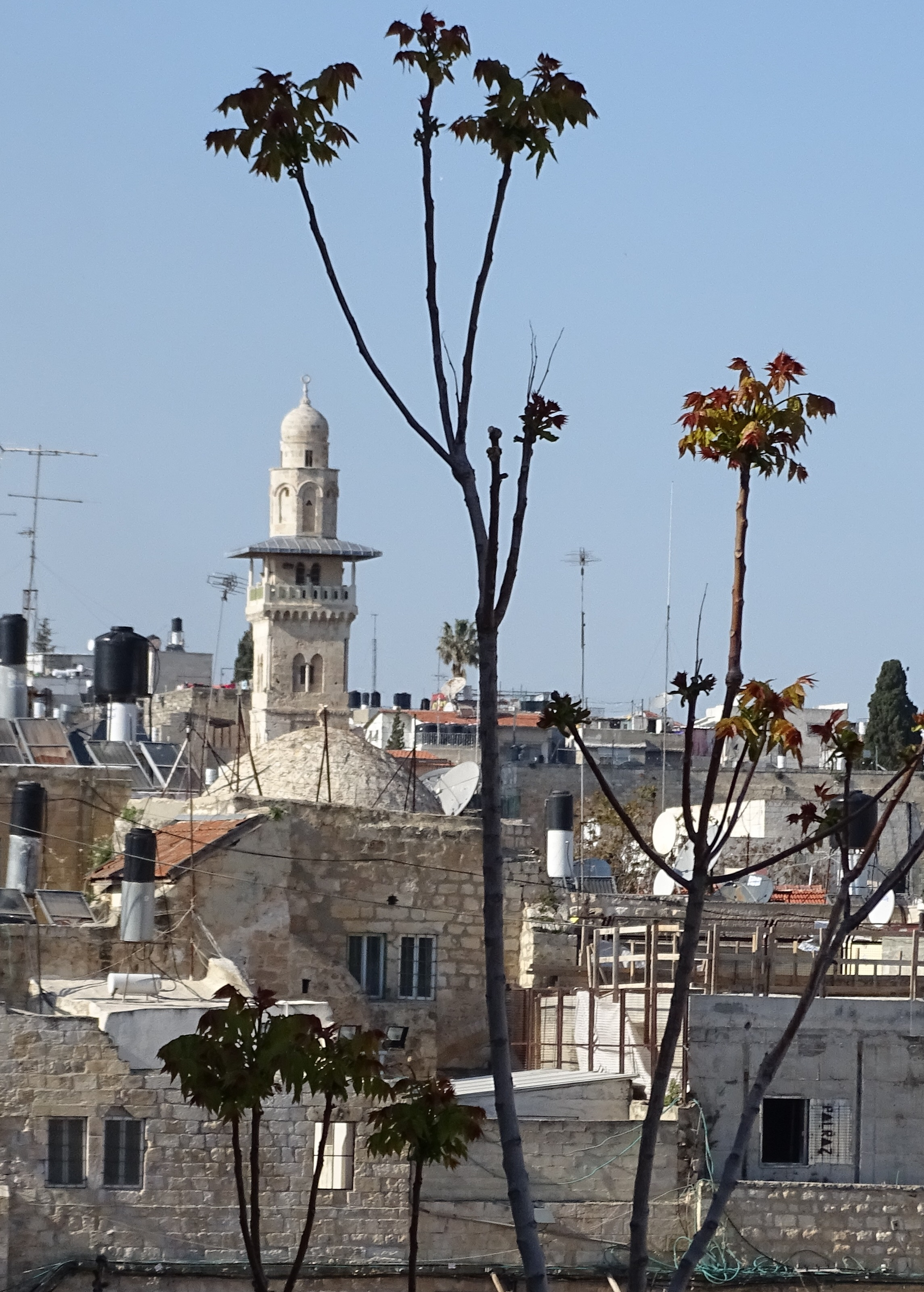
Das Minarett al-Ghawanima

Das Ghawanima-Minarett beziehungsweise Minarett al-Ghawanima, auch Bani Ghanim Minaret, arabisch مئذنة باب الغوانمة, DMG Miʾḏanat Bāb al-Ġawānima, ist eines der vier Minarette auf dem Tempelberg in der Altstadt von Jerusalem, die alle zur al-Aqsa-Moschee gehören.

## Das Minarett
Das Ghawanima-Minarett, an der nordwestlichen Ecke des Tempelberggeländes, wurde 1297 von Qadi Sharaf al-Din al-Khalili (bzw. al-Chalili) im Auftrag des Sultans Ladschin erbaut, 1329 und noch einmal 1927 restauriert; es ist mit 37 m einer der höchsten Bauten in der Jerusalemer Altstadt.
Das Ghawanima-Minarett, fast vollständig aus Stein gebaut, ist (abgesehen von einem Holzdach über der Plattform des Muezzins) eine der robustesten und höchsten Bauten in der Altstadt von Jerusalem – es konnte einige Erdbeben unbeschadet überstehen. Seine Robustheit wird auf der anderen Seite durch vielfältige Dekorationselemente aufgehoben. Durch verschiedene Stilelemente wie Muqarnas-Galerien wird das Minarett in mehrere Stockwerke geteilt. Die vier oberen Stockwerke, einschließlich der Galerie des Muezzins, sind etwas schmaler und werden von einer gewölbten Kuppel überdacht. Das Minarett befindet sich gleich neben dem Bani Ghanim-Tor (arabisch Bab al-Ghawanima). Von diesem Tor soll einigen Quellen zufolge früher ein Weg zum Viertel Bani Ghanim geführt haben, was dem Minarett den Namen gab.